# Alpine M65

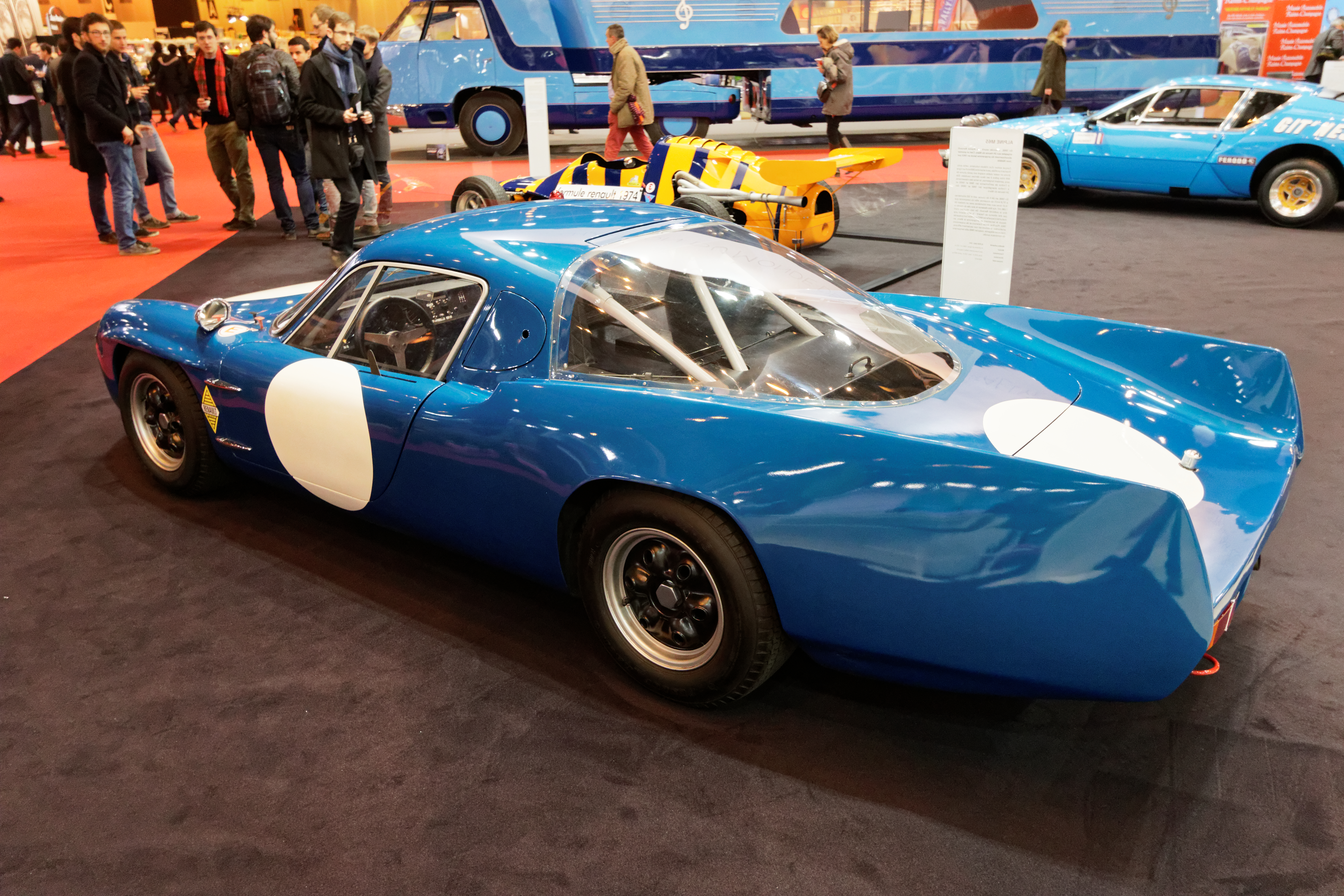
Vista della caratteristica coda con le pinne laterali di una Alpine M65

La Alpine M65 è una vettura di tipo Sport-Prototipo costruita dalla casa automobilistica francese Alpine e utilizzata nel 1965.
L'auto derivava dai prototipi della serie M (M63 e M64) introdotti dalla casa francese nei primi anni 60 e alimentati da motori Gordini-Renault.
Tra le competizioni di rilievo cui ha partecipato, c'è stata la Targa Florio 1965, la 24 Ore di Le Mans 1965 e la vittoria della 500 km del Nurburgring 1965.